# Дядо Добри
Вижте пояснителната страница за други личности с името Добри Добрев.
Добри (Добре) Димитров Добрев, известен като Дядо Добри и наричан от някои Светецът от Байлово, е български дарител за реставриране и поддържане на много български православни храмове. Считан е от мнозина за изключителен духовен пример в българското общество.

## Биография
Роден е на 20 юли 1914 г. в село Байлово. Баща му Димитър загива в Първата световна война и майка му Катерина отглежда сама децата си. Детството и ученическите си години дядо Добри не помни. Решава да се ожени през 1940 г. При една от бомбардировките над София снаряд пада в близост до него и почти го лишава от слух. С жена си има четири деца, две от които надживява. През годините дядо Добри се отделя от материалните аспекти на живота и се посвещава изцяло на духовното. Именно тази нова посока в живота и примерът, който дава впоследствие с щедростта и аскетизма си, карат мнозина да го наричат „Светецът от Байлово“.
Около 2000 г. решава да дари всичките си имоти на църквата. Живее скромно, в малка пристройка към църквата „Св. св. Кирил и Методий“ в родното си село. За него се грижи една от дъщерите му. Някъде от това време датира и неговата мисия за събиране на средства за реставриране на християнски църкви и храмове в цяла България.
Почти всеки ден Дядо Добри ходи пеша или с автобус до София и пред вратите на храм-паметника „Свети Александър Невски“ или църквата „Свети Седмочисленици“ събира пари, които след това дарява.
Умира след кратко боледуване на 13 февруари 2018 година около 15 часа в Кремиковския манастир, където е отседнал през последните си години. Погребан е на 15 февруари 2018 година в двора на църквата „Св. св. Кирил и Методий“, точно до постройката, в която живее в края на живота си. На погребението присъстват патриарх Неофит, десетки свещеници и стотици миряни.

## Обществен пример
Дядо Добри е считан за един от най-висшите морални примери в България в днешно време. Добротата, скромността му, аскетският начин на живот и дълбоката щедрост се възприемат от мнозина като изключителен нравствен модел в съвременното ни общество. Заради лишенията на които се подлага, силната вяра в доброто, чистите си и искрени действия, и надеждата, която дава на отчаяните, възрастният старец е изключително уважаван и почитан от хора от всякакви социални групи.
Дядо Добри е аскет и като такъв той се отрича от всичко материално в живота. Живее в крайна бедност, защото всички пари, които събира, отделя за дарения на български православни храмове. Част от храната си набавя чрез щедростта на граждани, които са трогнати от безкористната му душа. Дядо Добри живее смирено и добродушно и въпреки напредналата си възраст, активно се включва в реставрациите на църкви и храмове.

## Дарения
Дядо Добри е един от най-големите частни дарители на български православни храмове. Макар че живее изключително бедно, през живота си е дарил над 80 000 лева, събрани от лични средства и от средства, предоставени му от щедри хора.
- През 2005 г. дарява 10 000 лева за църквата „Св. Кирил и Методий“ в село Байлово.[12]
- През 2007 г. дарява 25 000 лева за реставрация на Елешнишкия манастир и църквата на село Горно Камарци.[12]
- През 2008 г. дарява средства за ремонт на църквата в Калофер.[12]
- През 2009 г. дарява 35 700 лева на патриаршеската катедрала „Св. Александър Невски“ – най-голямото дарение от частно лице в над 100-годишната история на храма.[3][13]

## Обществени признания
Дядо Добри не е бил официално удостояван с почетни обществени звания. Въпреки това има страница в Интернет, създадена от хора, трогнати от делата му. Домейнът на уеб сайта се превежда буквално „Свети Добри“. Дядо Добри също така има широк кръг почитатели в социалната мрежа „Фейсбук“, където едноименната страница, създадена в негова чест, към февруари 2018 г. има над 295 000 харесвания.
Десетки българи популяризират каузите и делата му сред българското общество. Мнозина предлагат да му се издигне почетен паметник или да се удостои с отличието „Човек на годината“.
В процес на подготовка и заснемане е документален филм, международна продукция на България, САЩ и Германия, за „светеца от Байлово“, дядо Добри. През 2018 БПЦ започва процес за канонизацията му. Патриарх Неофит дори неофициално го нарича „безсребреник“.